# Julien Laporte
Julien Laporte (Clermont-Ferrand, 4 novembre 1993) è un calciatore francese, difensore del Montpellier.

## Palmarès

### Club

#### Competizioni nazionali
- Campionato francese di seconda divisione: 2

Lorient: 2019-2020, 2024-2025